# Клафф, Ванда
Ванда Клафф (нем. Wanda Klaff; 6 марта 1922, Данциг, Вольный город Данциг — 4 июля 1946, Гданьск, Польша) — надзирательница женских концентрационных лагерей, нацистская преступница.

## Биография
Клафф родилась в Данциге у немецких родителей, получив имя Ванда Калачински. Окончила школу в 1938 году, после чего устроилась на фабрику по производству варенья. В 1942 году она вышла замуж за Вилли Гапеса, стала домохозяйкой.
В 1944 году Ванда присоединилась к персоналу концлагеря Прауст в городе Прущ-Гданьский, где жестоко обращалась со многими заключёнными. 5 октября 1944 года она перевелась в концлагерь Штуттгоф на северо-западе Польши. В начале 1945 года Клафф сбежала из лагеря, но 11 июня была арестована польскими властями, после чего помещена в тюрьму с брюшным тифом.
Клафф предстала перед судом вместе с другими женщинами-охранниками. На суде она заявила: «Я очень умна и была очень предана своей работе. Каждый день я ударяла как минимум двух заключённых». Она была признана виновной и приговорена к смертной казни. 4 июля 1946 года 24-летняя Клафф была публично повешена на холме Бискупия Горка, близ Гданьска.